# 현대 미술 갤러리

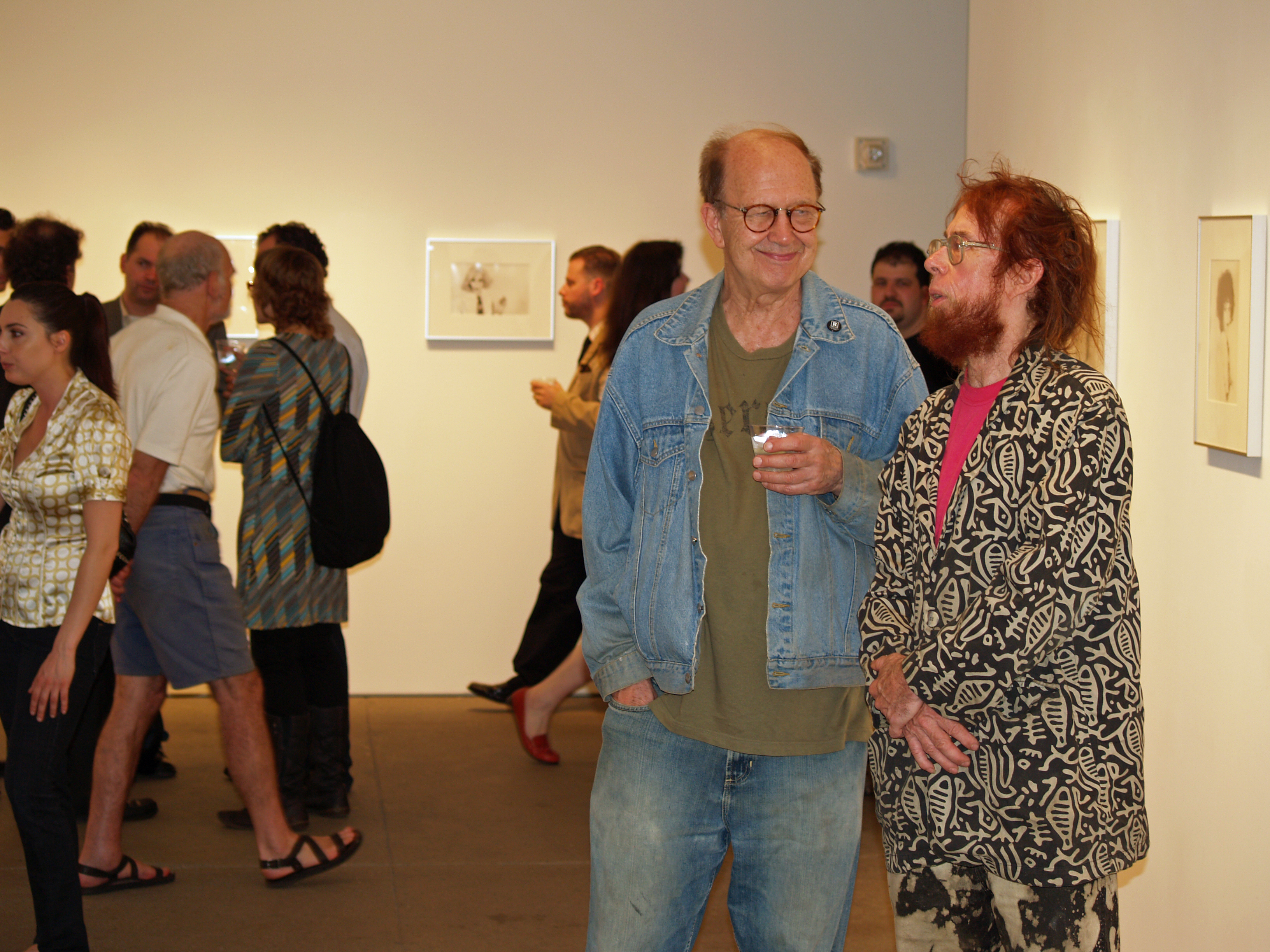
뉴욕시에서 열린 갤러리 쇼

현대 미술 갤러리(contemporary art gallery)는 현대 미술 작품을 전시, 판매하는 공간이다. 영어단어 art gallery라는 말은 주로 미술관(art museum)을 의미한다.

## 성격
현대 갤러리는 상업적으로 운용되거나 개인들의 후원을 받고있다. 미술관에는 국가나 주, 기업등에서 운영하는 곳들이 있고(first-tier), 개인미술관, 미술가 조합단위의 미술관 등이 있는데(third-tier) 현대 미술관은 그 중간 정도에 위치한다.(second-tier)
상업 갤러리는 현대미술가들이 운영하는 이윤을 목적으로 한 갤러리이다. 비영리갤러리는 보통 시, 교회, 단체등이 공공재인 미술품을 관리하는 공간이다. 이중에는 테이트 갤러리처럼 자선 단체 등에 의해 관리되는 곳도 있다. 예술가들이 직접 운영하는 갤러리 등도 있는데(Artist Run Initiatives) 이들은 기존 갤러리들과는 운용방식이 다른 경우도 있다.
현대 미술 갤러리는 뉴욕의 첼시 (맨해튼) 지구처럼  현대 미술의 중심지역에 몰려서 만들어지기도 한다. 대부분의 대도시들은 하나 이상의 갤러리를 유지하고 있다. 물론 소규모 지역사회에서도 갤러리를 유지하는 곳이 있는데 예를 들어 몽소로 성 현대미술관, 타오스 아트 콜로니 등이 그러한 사례이다.

## 전시회
학예사는 전시를 기획하여 특정 주제나 경향성, 예술가에 대해 발언을 한다. 몇몇 갤러리는 예술가와 독점계약을 맺어 정기적으로 전시를 하기도 한다.
갤러리는 주로 시각미술을 보여주는 공간이지만 종종 행위 예술 공간으로 활용되어 음악 공연, 시낭송, 행위예술 등이 진행된다. 많은 갤러리들이 추상표현주의, 팝 아트, 포토 리얼리즘, 컬러 필드, 미니멀리즘, 서정적 추상화, 리얼리즘, 포스트 미니멀리즘 등 다양한 사조의 작품들을 다루고 있다. 반면 현대 미술의 어떤 작품들은 갤러리에 전시되지 못한다. 대지 예술, 행위 예술, 넷 아트, 메일 아트 및 설치미술 및 기타 신흥 형식 등은 그 형식상 갤러리 밖에 존재한다.

## 사업
갤러리를 유지하는 방법에는 여러 모델이 있다. 가장 일반적인 형태는 개인 소유로 영리 운영하는 것이다.경쟁이 심하지만 그만큼 이익도 크다. 이 갤러리들은 입장료를 받지 않지만 미술품 판매에 따른 수수료를 얻는다. 몇몇 갤러리는 입장료를 받기도 한다.
상업 갤러리는 보통 전속계약한 작가의 전시를 정기적으로 기획한다. 언론 노출과 여러 리뷰도 확보하여 홍보활동을 수행한다. 어느정도 알려진 갤러리들은 행사운영비, 도록 제작비, 초대장 발송비 등을 자체적으로 감당하고 회수할 수 있다. 관련 단행본을 출간하기도 한다. 또 그들은 작가를 위해 안정적인 봉급을 지불하는 경우도 있지만 명시적인 계약서 작성은 회피하는 경우도 많다.
최근엔 대규모 아트 페어가 열려 미술계가 상업화되고있다는 비판이 점차 늘고 있다. 대표적인 것은 뉴욕의 아모리 쇼이다.

## 예술 지구
갤러리는 여러 이유로 대도시의 특정 지역에 모여있는 경향이 있다. 구매자와 대중이 걸어서 이동할 수 있다는 장점이 생긴다. 과거엔 수익성이 낮다는 이유로 갤러리가 월세가 저렴한 곳에 모이는 경향이 있었다. 21세기에도 비싼 지역에는 수익성이 낮은 갤러리들가 들어오면 바로 젠트리피케이션 문제가 발생한다. 하지만 예술 지구를 만들어내지 못한 대도시는 그만큼 미술 시장의 수익성도 낮은 경향이 있다.
미국
- 뉴욕 : 첼시 (맨해튼), 57 번가, 어퍼이스트사이드와 매디슨가, 소호 (맨해튼), 로어이스트사이드, 트라이베카, 그리고 덤보 (브루클린)와 윌리엄스버그 (브루클린)
- LA : 갤러리 로우 및 예술 지구, 다운타운 로스앤젤레스
- 피닉스, 아리조나 : 루스벨트 로우
- 샌타모니카 : 베르가 모토 역
- 시카고 : 리버 노스 갤러리 지구, 웨스트 루프
- 페어 필드 카운티, 코네티컷 : 그리니치, 뉴 가나안, 노워크 (코네티컷주), 웨스트포트 (코네티컷주)
- 마이애미 : 마이애미 디자인 지구, 윈우드 아트 디스트릭트
- 팜비치 : 워스 애비뉴
- 산타페 : 다운타운 예술 및 박물관 지구, 레일야드 지구 및 캐년 로드
- 뉴올리언스 : 로얄 스트리트
- 라스베이거스 : 다운타운 예술 지구,  .

영국
- 코크 가, 메이페어 바이너 스트리트(Vyner Street)

호주
- 시드니 : 패딩턴, 글레베, 더 록스
- 멜버른 : 버크 스트리트, 사우스 뱅크

중국
- 베이징 : 798예술구, 초장지(草场地)
- 상하이 : m50 예술지구

한국
- 서울 : 인사동

## 같이 보기
- 갤러리